# Мухаксан
Мухаксан (кор. 무학산) — гора на юго-западе Южной Кореи неподалёку от города Масан. Название в переводе означает «Гора танцующего журавля», это связано с силуэтом горы, который напоминает готового взлететь журавля. Высота — 761 метр. По горе проложено 2 маршрута для занятий горным туризмом, длиной 7,5 и 9 километров.